# Olba (Italia)
Olba è stato un comune italiano della provincia di Savona in Liguria. Fino al 1929 fu comune autonomo e poi unito al comune di Martina Olba per la costituzione del comune di Urbe.

## Storia
Originariamente conosciuta con il semplice toponimo di Olba fece parte della Selva dell'Orba, una foresta e terreno di caccia dei re longobardi.
Passato dalle proprietà ecclesiastiche dei vescovi di Acqui alla Abbazia di Santa Maria alla Croce di Tiglieto, il territorio di Olba venne inglobato come "quartiere" della podesteria di Sassello, facente parte della Repubblica di Genova della quale, fino al 1797, ne seguì le vicende storiche e politiche.
Con la caduta della repubblica, sull'onda della rivoluzione francese e a seguito della prima campagna d'Italia di Napoleone Bonaparte, il nucleo di Olba rientrò dal 2 dicembre 1797 nel Dipartimento del Letimbro (con capoluogo Savona), all'interno della Repubblica Ligure.
Dal 28 aprile del 1798 con i nuovi ordinamenti francesi, Olba rientrò nel X Cantone (capoluogo Sassello), della Giurisdizione di Colombo e dal 1803 inserito nel III Cantone dell'Erro nella Giurisdizione di Colombo. Annesso al Primo Impero francese dal 13 giugno 1805 al 1814 fece parte del Dipartimento di Montenotte.
Nel 1815 venne inglobato nel Regno di Sardegna, così come stabilì il Congresso di Vienna del 1814 anche per gli altri comuni della repubblica ligure, e successivamente nel Regno d'Italia dal 1861. Dal 1859 al 1927 il territorio fu compreso nel III mandamento di Sassello del circondario di Savona facente parte della provincia di Genova; nel 1927 passò sotto la neo costituita provincia di Savona.
Solamente nel 1929 fu costituito ufficialmente il comune di Urbe, sopprimendo i precedenti comuni di Martina Olba e Olba.